# Podeni (okręg Botoszany)
Podeni – wieś w Rumunii, w okręgu Botoszany, w gminie Corlăteni. W 2011 roku liczyła 474 mieszkańców.